# Tournée della nazionale inglese di cricket in Australia 1878/79
LaTournée della nazionale inglese di cricket in Australia 1878/79, consistente in una serie di una partita, si è disputata in Australia tra il 2 e il 4 gennaio 1879, ed ogni partita si è svolta secondo le regole del test cricket. Le partite si sono disputate al Melbourne Cricket Ground di Melbourne.
La serie è terminata 1-0 in favore dell'Australia. La tournée venne replicata nella stagione 1881-1882.

## Contesto
Una squadra di cricket inglese capitanata da Lord Harris fece un tour in Australia e Nuova Zelanda nel 1878-79, in un tour privato organizzato dal Melbourne Cricket Club. La partita della squadra contro l'Australia nel gennaio 1879 ottenne retrospettivamente lo status di Test match , rendendola la terza partita di Test in assoluto e la terza tra Australia e Inghilterra, sebbene non facesse parte delle The Ashes series, iniziate nel 1882.
Il gruppo guidato da Lord Harris giunse in Australia solo due mesi dopo il ritorno della squadra australiana dalla tournée in Inghilterra. Durante il soggiorno, la squadra inglese disputò cinque partite: due contro il Nuovo Galles del Sud, due contro il Victoria e una contro una selezione degli "Australiani Uniti". 
Mentre si trovavano a Sydney, si verificò il noto episodio della rivolta di Sydney del 1879, scoppiato durante una delle partite contro il Nuovo Galles del Sud. La squadra inglese, spesso ricordata come Lord Harris' XI, visitò successivamente la Nuova Zelanda, dove disputò un'unica partita a Christchurch. 
Al termine della tournée, il gruppo tornò in Inghilterra attraversando il Pacifico e gli Stati Uniti. Durante il viaggio, fecero tappa a Hoboken, dove disputarono un'ulteriore partita prima di concludere il percorso verso casa.

## Risultati

### Test 1
| 2-4 gennaio Referto |

| Inghilterra    | v | Australia         |
| 113 (54 overs) |   | 256 (159.3 overs) |
| 160 (68 overs) |   | 0/19 (2.3 overs)  |

- Inghilterra vince il sorteggio e decide di battere